# Castillo de Concabella
El castillo de Concabella fue un palacio señorial situado en el núcleo de la población de Concabella, en el municipio de Els Plans de Sió (Segarra). Es el castillo o casa fortificada más grande de la comarca.

## Historia
Documentado desde 1040 a través del acta de consagración de Catedral de Santa María de Urgel. A partir de mediados del siglo XI aparece la saga de los Concabella que mantienen el dominio del castillo hasta el siglo XIV. A partir de entonces pasó a Berenguer de Peramola, el cual testó en 1347 a favor de Gombau de Vilalta, concediendo muchos privilegios a sus vasallos). Alrededor del año 1381 pertenecía  de los señores del castillo de Oluja. A lo largo del siglo XV estuvo en poder de los Requesens. Durante la guerra Civil Catalana (1462-1472) perteneció a Rodrigo de Bobadilla, y de este a la familia Ortiz.
A partir del siglo XVI serían propietarios los Erill, que transformaron la antigua fortaleza en un palacio señorial que conservaron a lo largo de tres siglos.

## Arquitectura
De planta cuadrada y 30 metros de fachada con noble portalada, un patio interior, ventanas renacentistas y dos torres cuadradas.
En 1991 se comienzan las obras de reconstrucción del castillo que todavía no se han acabado en 2009. En una primera fase se arregla el tejado y en una segunda se desmantela el café que fue introducido en 1953 en la fachada meridional y que desfiguraba la fisonomía originaria del castillo.

## Los Concabella
Desde el siglo XII son conocidos varios personajes de los Concabella, señores de las Pallargues, que participaron activamente en la vida del condado de Urgel donando, incluso, un abad al monasterio de Poblet, Pere de Concabella (1198-1204).